# شینیا توکونی
شینیا توکونی (انگلیسی: Shinya Tokuni؛ زادهٔ ۸ آوریل ۱۹۸۱) بازیکن فوتبال اهل ژاپن است.
از باشگاه‌هایی که در آن بازی کرده‌است می‌توان به باشگاه فوتبال کونسادول ساپورو اشاره کرد.